# Innobase
Innobase  — финская компания со штаб-квартирой в Хельсинки, существовавшая в период 1995—2005 годов, известна, прежде всего, как разработчик InnoDB — одной из основных (наряду с MyISAM) систем хранения данных в СУБД MySQL.
Основана в 1995 году Хейкки Туури специально для разработки InnoDB. InnoDB изначально имела закрытый исходный код, но после того, как Innobase не удалось найти достаточного количества заказчиков, исходный код стал открытым и в сентябре 2000 года началось сотрудничество с основным разработчиком MySQL — компанией MySQL AB. В результате, в середине 2001 года с версии 3.23 MySQL появилась экспериментальная поддержка InnoDB, а с версии 4.0 InnoDB стала частью стандартной поставки.
В 2005 году компания поглощена корпорацией Oracle, сумма сделки не разглашалась (позднее к Oracle перешли и активы MySQL AB в результате поглощения Sun Microsystems). Как подразделение Oracle и юридическое лицо Innobase Oy просуществовало до 8 июля 2013 года, после чего организация упразднена, а все сотрудники полностью интегрированы в корпоративные структуры Oracle.